# Joseph Parecattil

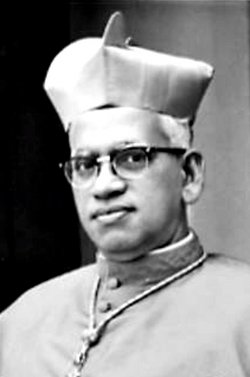
Joseph Kardinal Parecattil (undatiert, nach 1968)

Joseph Kardinal Parecattil (Malayalam ജോസഫ് പാറേക്കാട്ടിൽ Jēāsaph Pāṟēkkāṭṭil; * 1. April 1912 in Kindagoor, Kerala; † 20. Februar 1987 in Kochi, Kerala) war ein indischer Erzbischof von Ernakulam der syro-malabarischen Kirche.

## Leben
Joseph Parecattil studierte in Ernakulam und Chennai die Fächer Philosophie, Katholische Theologie und Wirtschaftswissenschaften. Er promovierte mit einer Arbeit über Augustinus und Pelagius zum Doktor der Theologie und empfing am 24. August 1939 in Kandy die Priesterweihe im syro-malabarischen Ritus. Bis 1953 arbeitete er als Gemeindeseelsorger und Herausgeber einer christlichen Zeitung.
Am 28. Oktober 1953 wurde er von Papst Pius XII. zum Titularbischof von Arethusa dei Siri und Weihbischof in Ernakulam ernannt, die Bischofsweihe spendete ihm Eugène Tisserant, Kardinalbischof von Ostia und von Porto e Santa Rufina, Sekretär der Kongregation für die orientalischen Kirchen, am 30. November 1953 in Ernakulam; Mitkonsekratoren waren Augustine Kandathil, Erzbischof von Ernakulam, und Martin Lucas SVD. Am 20. Juli 1956 wurde er zum Erzbischof von Ernakulam ernannt. In den Jahren 1962 bis 1965 nahm er am Zweiten Vatikanischen Konzil teil. In den sechziger und siebziger Jahren leitete er als Präsident die Konferenz der syro-malabarischen Bischöfe. Im April 1969 nahm ihn Papst Paul VI. als Kardinalpriester in das Kardinalskollegium auf (Titelkirche Santa Maria Regina Pacis). 1972 übertrug er ihm die Leitung der Päpstlichen Kommission für die Überarbeitung des Ostkirchenrechts. Er nahm an beiden Konklaven des Jahres 1978 teil, im August 1978 war er an der Wahl von Papst Johannes Paul I. und im Oktober desselben Jahres an der von Johannes Paul II. beteiligt. Am 30. Januar 1984 legte Joseph Parecattil aus Krankheitsgründen die Leitung seines Erzbistums nieder. Die Päpstliche Kommission für die Überarbeitung des Ostkirchenrechts leitete er bis kurz vor seinem Tod.
Er starb am 20. Februar 1987 in Kochi und wurde in der Kathedralbasilika St. Marien von Ernakulam beigesetzt.

## Kontroversen
Umstritten ist seine Haltung hinsichtlich der Erneuerung der Liturgie der Syro-Malabaren. Aus Furcht vor einer „Chaldäisierung“ (d. h. Bindung an das katholisch-chaldäische Patriarchat von Babylon) wandte er sich ab 1953, verstärkt seit dem Zweiten Vatikanischen Konzil, gegen alle Anstrengungen der Ostkirchenkongregation, in Indien die Ostsyrische Liturgie in Reinform wiederherzustellen. Sie galt ihm nicht als ein von den Thomaschristen zu pflegendes Erbe, sondern als Ergebnis ihrer (angeblichen) liturgischen Kolonisierung durch Einwanderer des 4. Jahrhunderts. Sein Anliegen war vielmehr die Inkulturation, eine eigene malabarische Liturgie, die indisch, ostkirchlich und katholisch (aber nicht lateinisch oder chaldäisch) sein sollte.